# Срібляник Володимира першого типу

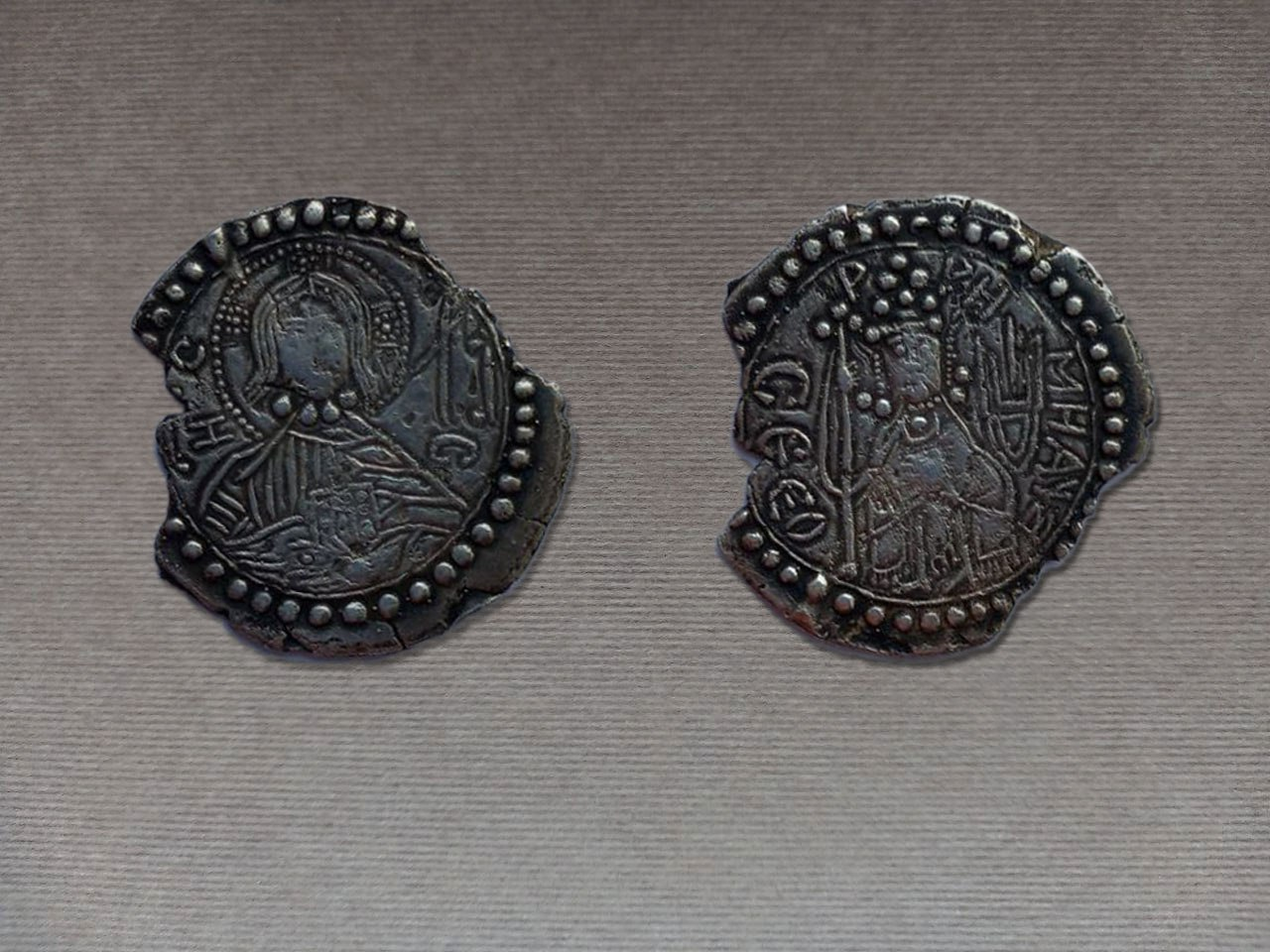
Срібляник Володимира першого типу

Срібляник Володимира першого типу - оригінальна срібна монета князя Володимира, викарбувана в Київській Русі кінця Х сторіччя, у часи Хрещення. 
На лицьовій стороні монети зображений Князь Володимир зі скіпетром в правиці - символом влади та могутності. Над лівим плечем розміщений геральдичний знак Рюриковичів – Тризуб, що став прототипом сучасного герба України, та напис «Владимир а се сребло». На звороті викарбуваний Ісус Христос Пантократор з Євангелієм в руках, напис - "ИС ХС".
В 2002 році срібляник був проданий Музеєм Якубовських приватному колекціонеру з Києва.